# Chiropterotriton multidentatus
Chiropterotriton multidentatus är en groddjursart som först beskrevs av Taylor 1939.  Chiropterotriton multidentatus ingår i släktet Chiropterotriton och familjen lunglösa salamandrar. IUCN kategoriserar arten globalt som starkt hotad. Inga underarter finns listade i Catalogue of Life.